# Platyrhynque à miroir
Tolmomyias assimilis
Pour les articles homonymes, voir Platyrhynque à miroir (homonymie).
Espèce
Statut de conservation UICN

 LC  : Préoccupation mineure
Le Platyrhynque à miroir (Tolmomyias assimilis) est une espèce de passereaux de la famille des Tyrannidae,,. Les autres bases de données francophones le nomment Tyranneau à miroir ou Tyranneau de Zimmer. Le site oiseaux.net réserve le nom de Platyrhynque à miroir à l'espèce Tolmomyias flavotectus, qui était auparavant une sous-espèce de Tolmomyias assimilis et qui a acquis son statut d'espèce à part entière à la suite des travaux de Ridgely & Greenfield en 2001 et de Hilty en 2003,.

## Systématique et distribution
Cet oiseau est représenté par huit sous-espèces selon la classification de référence du Congrès ornithologique international (version 9.1, 2019) :
- Tolmomyias assimilis neglectus Zimmer, JT, 1939 : de l'est de la Colombie au sud-ouest du Venezuela et au nord-ouest de l'Amazonie brésilienne ;
- Tolmomyias assimilis examinatus (Chubb, C, 1920) : du sud-est du Venezuela aux Guyanes et au nord-est du Brésil (États du Pará et de l'Amapá) ;
- Tolmomyias assimilis obscuriceps Zimmer, JT, 1939 : du sud-est de la Colombie (département du Meta) au nord-est de l'Équateur et au nord-est du Pérou (est du département du Loreto) ;
- Tolmomyias assimilis clarus Zimmer, JT, 1939 : Pérou (de la région située immédiatement au nord du Río Marañón, vers le sud jusqu'au nord du département de Puno ;
- Tolmomyias assimilis assimilis (Pelzeln, 1868) : centre du Brésil, au sud de l'Amazone, vers l'est jusqu'aux rios Canumã et Sucunduri (en) ;
- Tolmomyias assimilis sucunduri Whitney, Schunck, Rêgo & Silveira, 2013 : centre-sud de l'Amazonie brésilienne, entre les rios Canumã-Sucunduri et Tapajós ;
- Tolmomyias assimilis paraensis Zimmer, JT, 1939 : nord-est du Brésil (est du Pará et nord-ouest du Maranhão) ;
- Tolmomyias assimilis calamae Zimmer, JT, 1939 : régions tropicales du nord de la Bolivie et du sud-ouest du Brésil (sud-est de l'Amazonas)[2],[7].

Tolmomyias assimilis sucunduri a été décrit par Whitney, Schunck, Rêgo & Silveira en 2013 comme une espèce à part entière, Tolmomyias sucunduri, statut nécessitant des clarifications pour le Congrès ornithologique international. Avibase lui donne le nom en français de Tyranneau du Sucunduri.